# Orgel des Klosters Altenberg

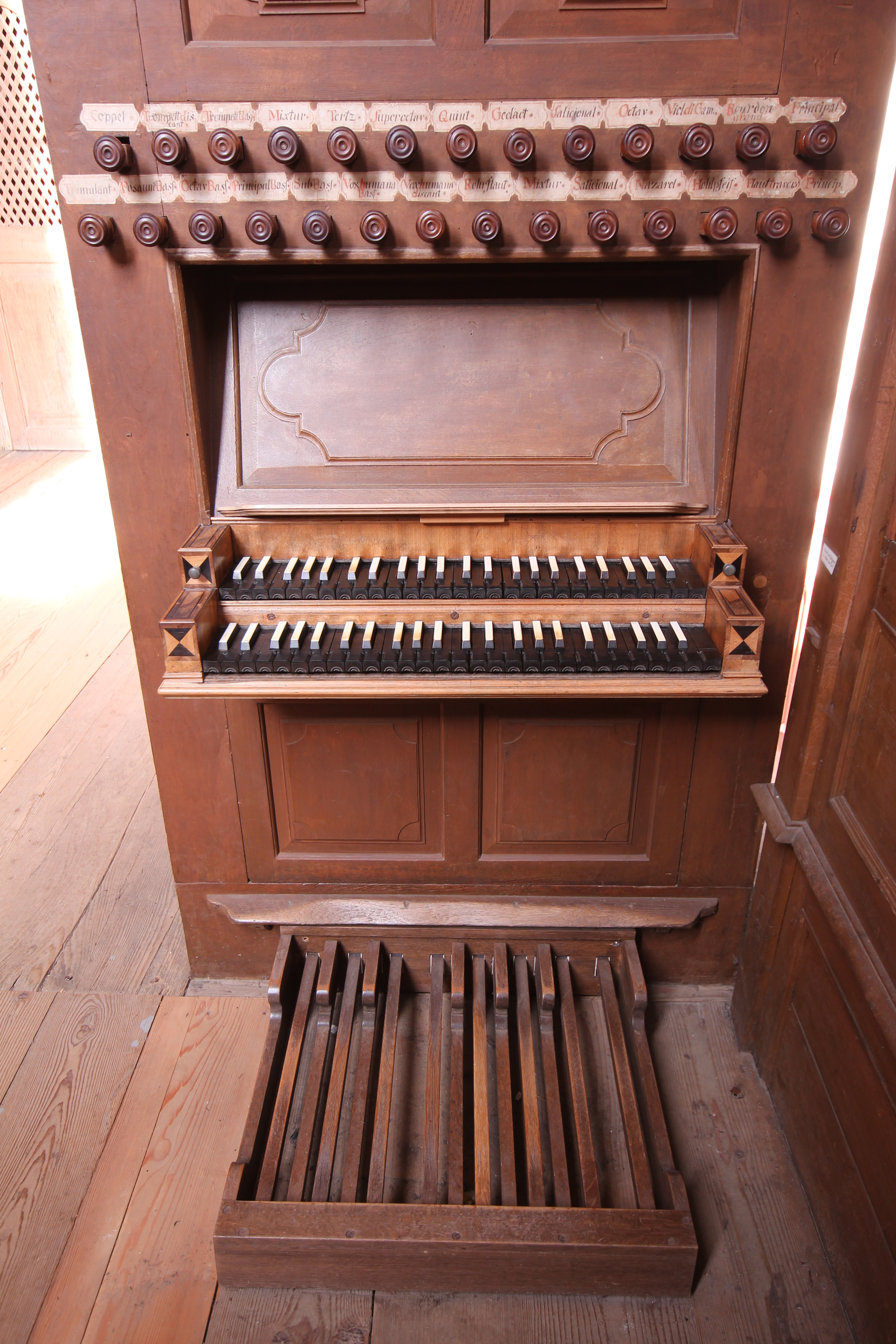
Originaler Spieltisch

Die Orgel des Klosters Altenberg wurde 1757 von Johann Wilhelm Schöler (Bad Ems) gebaut und 1758 aufgestellt. Die Brüstungsorgel verfügt über 23 Register auf zwei Manualen und Pedal. Nahezu unverändert erhalten, ist das wertvolle historische Instrument ein Zeugnis des spätbarocken Orgelbaus.

## Baugeschichte

### Orgelbauten 1452 und 1653
Eine mittelalterliche Orgel von 1452 wurde 1653 durch ein neues Instrument mit acht Registern und einem Zimbelstern ersetzt.

### Neubau durch Schöler 1757
Schölers Orgel in Altenberg wird noch seiner frühen Phase zugerechnet. Das Instrument war hinsichtlich des Tonumfangs und Klangvolumens von Anfang an für eine Klosterkirche konzipiert. Nach dem Siebenjährigen Krieg wurden 1766 drei Register im Unterwerk durch Register in der Bauart von Friedrich Carl Stumm (Rhaunen-Sulzbach) ersetzt. Die Ursachen für diesen Eingriff wenige Jahre nach dem qualitativ vorzüglichen Neubau sind bisher nicht geklärt, stehen aber möglicherweise mit der Kirchenrenovierung von 1768 im Zusammenhang. In den Folgejahren sind nur Wartungen und kleine Reparaturen belegt. Nach der Säkularisation des Klosters 1802 ging es in den Besitz des Fürsten von Solms-Braunfels über, der 1804 eine Orgelrenovierung durch die Gebrüder Bürgy veranlasste. Seitdem wurden nur noch gelegentlich evangelische Gottesdienste gefeiert und das Instrument kaum verwendet. Dabei blieb das Instrument nahezu unverändert erhalten; nur die ursprüngliche Pedalklaviatur ging verloren und wurde bei der letzten Restaurierung durch eine erhaltene Klaviatur einer anderen Schöler-Orgel ersetzt. Selbst die originale Balganlage, die Windladen und die Zungenregister überstanden die Jahrhunderte unbeschadet.
Der verhältnismäßig zarte und farbige Klang der Orgel und der geringe Pedalumfang erklären sich aus der liturgischen Funktion der Orgel, die im Kloster keinen Gemeindegesang zu begleiten hatte. Im Unterwerk sind die drei Register Mixtur, Rohrflaut 4′ und Vox humana 8′ in der Bauweise Stumm gefertigt. Ansonsten handelt es sich ausnahmslos um Originalregister von Schöler. Die hölzernen Register Bourdon grand, Gedackt und Hohlpfeif (ab c1 Metall) sind gedeckt. Nazard und Salicional (mit Seitenbärten) sind konisch. Die hölzerne Flaut travers ist offen und erklingt C-h0 aus der Hohlpfeif. Die Rohrflaut ist ein Rohrgedackt und bis d1 zugelötet. Alle Pedalregister sind aus Holz: Bei der Posaune sind die Becher aus Fichte, Stiefel und Kehlen aus Eiche; Principalbass und Octavbass sind offen. Die Manualzungen sind in Bass und Diskant geteilt. Dass eine Orgel ein Vierteljahrtausend ohne substantielle Eingriffe überstanden hat, ist der sorgfältigen handwerklichen Ausführung Schölers zu verdanken, der zudem nur exzellente Baumaterialien verwendete. Zum anderen haben die historischen Umstände das Instrument vor größeren Veränderungen bewahrt.

### Renovierungen
Durch die Firma Gebr. Oberlinger (Windesheim) erfolgte 1977 eine schonende Instandsetzung nach strengen denkmalpflegerischen Grundsätzen und 1987 eine Reinigung, nachdem die Orgel durch Baumaßnahmen in der Kirche in Mitleidenschaft gezogen war.
2002 bis 2004 folgte eine Instandsetzung durch die Firma Förster & Nicolaus (Lich), ohne dass in die Originalsubstanz eingriffen wurde.

## Disposition seit 1757

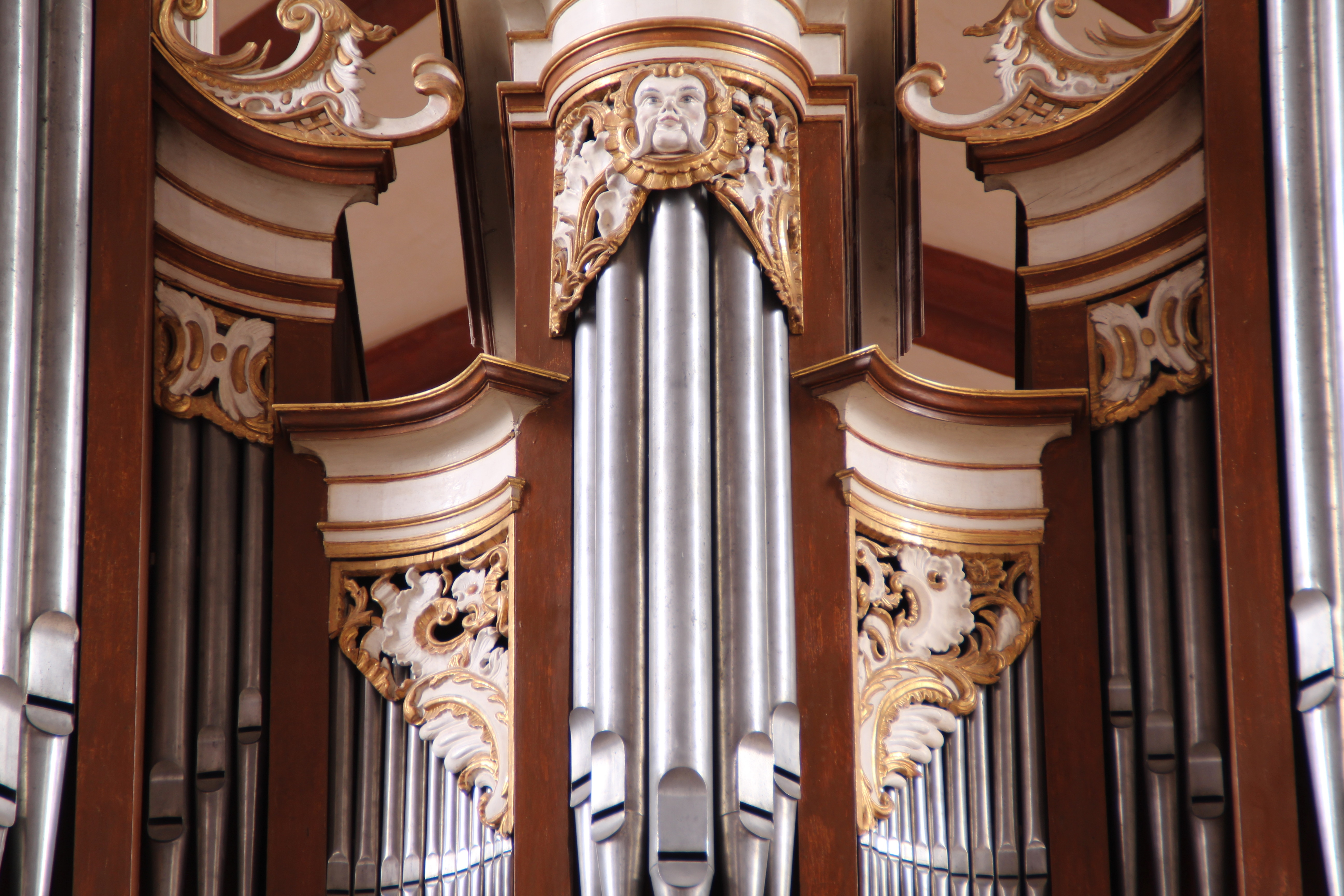
Detail des Hauptwerk-Prospekts

| I Unterwerk C–c3 |    |
| Flaut travers    | 8′ |
| Hohlpfeif        | 8′ |
| Principal        | 4′ |
| Rohrflaut        | 4′ |
| Nazard           | 3′ |
| Salicional       | 2′ |
| Mixtur III       | 1′ |
| Vox humana B/D   | 8′ |

| II Hauptwerk C–c3 |        |
| Bourdon grand     | 16′    |
| Principal         | 8′     |
| Viol di Gamba     | 8′     |
| Gedackt           | 8′     |
| Octav             | 4′     |
| Salicional        | 4′     |
| Quint             | 3′     |
| Superoctav        | 2′     |
| Tertz             | 1 3⁄5′ |
| Mixtur III        | 1′     |
| Trompett B/D      | 8′     |

| Pedal C–c0     |     |
| Sub Bass       | 16′ |
| Principal Bass | 8′  |
| Octav Bass     | 4′  |
| Posaunen Bass  | 16′ |

- Tremulant: Kanaltremulant
- Ventilzug (Hauptwerkslade)

## Technische Daten
- 23 Register
- Traktur:
  - Tontraktur: Mechanisch
  - Registertraktur: Mechanisch
- Windversorgung:

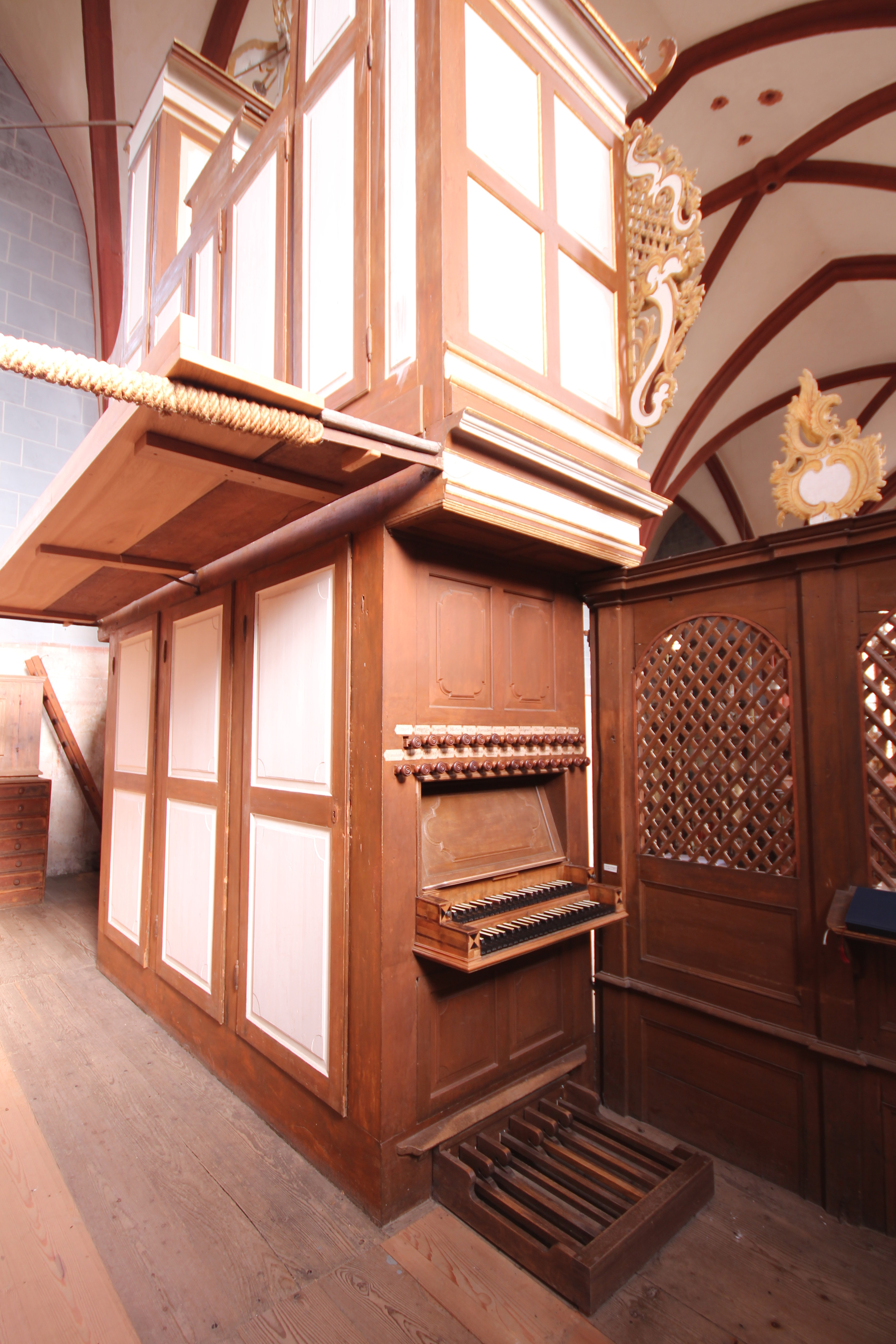
Blick von der Empore auf den Spieltisch

  - Drei Spanbälge in separatem Balghaus hinter dem Werk
  - Winddruck: 68 mmWS
- Stimmung:
  - Stimmtonhöhe: a1 = 410,64 Hz bei 15 °C
  - Wohltemperierte Stimmung

## Aufnahmen/Tonträger
- Reinhardt Menger: Die Schöler-Orgel, erbaut 1757 im ehemaligen Kloster zu Altenberg. 1978. Organo Phon E 10001, LP (Werke von L. N. Clerambault, W. Boyce, C. P. E. Bach, J. S. Bach).
- Reinhardt Menger: J. S. Bach Werke. 1984. Organo Phon NR 90016, LP.